# Skolpen
Skolpen, est une île dans le landskap Sunnhordland du comté de Vestland. Elle appartient administrativement à Øygarden.

## Géographie
Rocheuse et couverte d'arbres, elle s'étend sur environ 207 m de longueur pour une largeur approximative de 99 m.